# 2000 FW53
2000 FW53, também escrito como 2000 FW53, é um objeto transnetuniano (TNO) que está localizado no cinturão de Kuiper, uma região do Sistema Solar. Este objeto é classificado como um twotino, pois, o mesmo está em uma ressonância orbital de 1:2 com o planeta Netuno. Ele possui uma magnitude absoluta de 7,2 e tem um diâmetro estimado com cerca de 160 km, por isso existem poucas chances que o mesmo possa ser classificado como um planeta anão, devido ao seu tamanho relativamente pequeno.

## Descoberta
2000 FW53 foi descoberto no dia 31 de março de 2000 pelos astrônomos D. C. D. C. Jewitt, C. A. Trujillo e S. S. Sheppard.

## Órbita
A órbita de 2000 FW53 tem uma excentricidade de 0,147 e possui um semieixo maior de 47,200 UA. O seu periélio leva o mesmo a uma distância de 40,276 UA em relação ao Sol e seu afélio a 54,123 UA.